# Rolph Pagano
Rudolph Joseph Pagano Mirani, bekend onder de naam Rolph Pagano, (Hilversum, 15 februari 1959 — aldaar, 12 december 2010) was een Nederlands journalist, presentator en manager.

## Levensloop
Pagano was een zoon van sportverslaggever Leo Pagano. In 1976 werd hij als middelbarescholier ook sportverslaggever, en wel bij het Leidsch Dagblad. Van 1977 tot 1981 studeerde hij rechten in Leiden. Tijdens zijn studie werkte hij voor Langs de lijn. Na zijn afstuderen werkte hij als journalist voor TROS, Veronica (Veronica Nieuwsradio en Veronica Nieuwslijn), TV10 en KRO.
Na het floppen van TV10 sloeg hij een andere koers in. Hij promoveerde in 1992 in de rechtsgeleerdheid op de aanwezigheid van camera's in de rechtszaal. Daarna volgde hij een opleiding in psychologie en management. Met zijn echtgenote begon hij adviesbureau Pagano & Schouten management coaching. Eind jaren negentig was hij presentator bij RTL 5 van Business Update, Career Club en Onderneem het.
Pagano werd op 1 januari 2002 aangesteld als interim-manager van Foster Parents Plan (thans Plan Nederland). FPP was negatief in de publiciteit gekomen naar aanleiding van de besteding van donorgeld op Haïti; Pagano moest de organisatie een beter aanzien geven. Maar hij raakte in mei 2002 zelf in opspraak vanwege zijn hoge inkomen: hij kreeg 18.000 euro per maand voor een driedaagse werkweek. Hij kreeg vervolgens een vaste aanstelling met aanzienlijk minder inkomen. Veel donateurs zegden echter op naar aanleiding van deze affaire; als gevolg daarvan voelde hij zich uiteindelijk genoodzaakt tot het nemen van ontslag.
Zijn laatste werk als tv-presentator was in het RVU-programma WerkZat. Daarna werkte hij als adviseur, spreker en interim-manager, en gaf hij trainingen in management en communicatie.
Ook schreef hij boeken.
Hij was getrouwd met Monique Schouten; hij ontmoette haar aan het eind van zijn studie rechten. Het paar had drie kinderen.
Pagano maakte op 51-jarige leeftijd een eind aan zijn leven.

## Boeken
Pagano was auteur van de volgende boeken:
- Het enneagram voor managers : 9 stijlen van leidinggeven (2007)
- DoenDenken : de logica van succes (2005)
- Burn-out is een keuze : in de spreekkamer van een managementcoach (2004)
- Alles zonder controle : zelfcoaching voor de toekomst (2001)
- Wie is hier de baas? : een boek over leiderschap, doelgerichtheid en communicatie (1999)
- Recht op TV : een onderzoek naar de toelating van televisiecamera's tot de openbare rechtszitting (1992)